# Szlovák Tudományos Akadémia Régészeti Intézete
A Régészeti Intézet 1953-ban alakult a korábbi 1942-es turócszentmártoni alapítású Állami Régészeti Intézetből, mint Szlovákia területére specializálódó tudományos kutató munkahely. Első igazgatója Anton Točík (1918-1994), székhelye a nyitrai vár volt (1953-1992).
Tevékenysége szisztematikus és leletmentő ásatások véghezvitele, leleteinek feldolgozása, kiértékelése, publikálása és raktározása, ezen kívül a szlovákiai régészeti kutatás koordinálása, valamint annak ellenőrzése. Munkatársai gyakran vesznek részt külföldi tanulmányutakon, projektekben, szerveznek rendszeres és alkalmi konferenciákat, kollokviumokat, szemináriumokat, expedíciókat, valamint kiállításokat, együttműködve múzeumokkal és más hivatalokkal. A doktoranduszi képzés mára már a törvényi szabályozásnak köszönhetően megszűnt az intézetben.
Szervezetén belül több munkarészleg működik, kutatási területtől függően, valamint interdiszciplináris tudományágak (geofizika, antropológia, paleobotanika, numizmatika) kutatóhelyei és kiegészítő munkahelyek (restaurátori és dokumentációs részleg) is helyet kaptak. A Régészeti Intézethez szakkönyvtár is tartozik, mely Szlovákia legnagyobb régészeti tematikájú kiadvány gyűjteménye.
A nyitrai székhely 1993-ban új épületbe költözött az Akadémiai (Akademická) útra. Kihelyezett központjai vannak Iglón (szepességi), Kassán (kelet-szlovákiai), Pozsonyban (fővárosi), valamint Zólyomban (kutatóbázis).
Rendszeresen megjelenő színvonalas szakfolyóiratai (évkönyvei) az Archeologické výskumy a nálezy na Slovensku (AVANS 1974-től), Slovenská archeológia (SlA 1953-tól, 1956-tól évente kétszer), Slovenská numizmatika (1970-től általában kétévente), Študijné zvesti (1956-tól), Východoslovenský pravek (1970-től rendszertelenül) és számos sorozat.